# Forrest J Ackerman
Forrest J Ackerman, właśc.: Forrest James Ackerman (ur. 24 listopada 1916 w Los Angeles, zm. 4 grudnia 2008 tamże) – amerykański pisarz i redaktor fantastyki naukowej, także aktor i producent filmowy, popularyzator fantastyki naukowej. Jako pierwszy użył skrótu „sci-fi” na oznaczenie tego gatunku. Był kolekcjonerem książek i wszelkiego rodzaju gadżetów związanych ze science fiction.

## Życiorys
Nazywany był fanem fantastyki numer 1. Był pisarzem i redaktorem książek i opowiadań fantastycznych, aktorem i producentem filmowym, organizatorem konwentów. Jego dom – stał się jednym z największych muzeów poświęconych fantastyce – w którym zgromadził ponad 300 000 eksponatów – książek, komiksów, gadżetów, eksponatów z planów filmowych czy strojów fantastycznych. Znał i przyjaźnił się z wszystkim pisarzami złotego wieku science fiction, a także wieloma aktorami i reżyserami związanymi z fantastyką i horrorem.
Był uczestnikiem pierwszego Worldconu w 1939, sam także organizował konwenty w Los Angeles.
Był redaktorem naczelnym amerykańskiej wersji pisma Perry Rhodan (w latach 1970–1978). Wspólnie z Rayem Bradburym wydawał jeden z pierwszych fanzinów SF na świecie – „Futuria Fantasia”.
W latach 1958–1983 redagował nieregularny magazyn (łącznie 190 numerow) – Famous Monsters of Filmland.

### Kariera literacka
Publikował pod różnymi pseudonimami, m.in.: Alden Lorraine, Amaryllis Ackerman, Coil Kepac, Dr. Acula, F. Ackerman, Forry Ackerman, Forry Rhodan, Jacques DeForest Erman, Laurajean Ermayne, S.F. Balboa, Weaver Wright, Wilfred Owen Morley oraz 4SJ’ Ackerman, 4-E Ackerman, 4E Ackerman, 4sJ.

### Kariera filmowa
Zagrał w przeszło 50 filmach, w większości w rolach epizodycznych lub trzecio-planowych lub jako statysta – często nie wymieniany w czołówce.
Pierwszym filmem, w którym wystąpił był musical Hey, Rookie z 1944.
Najbardziej znane filmy w jakich wystąpił to: Martwica mózgu Petera Jackosna, Gliniarz z Beverly Hills III, Powrót żywych trupów II czy Moja mama jest wilkołakiem. Wystąpił także w Michael Jackson’s Thriller.
Był także autorem scenariuszy kilku filmowych dokumentów, sam zaś wystąpił w kilkudziesięciu produkcjach głównie przedstawiających historię fantastyki naukowej. Pojawiał się także w programach telewizyjnych oraz teledyskach.

## Życie prywatne
Urodził się i mieszkał w Kalifornii. Zmarł w Los Angeles w wieku 92 lat. Był żonaty z Wendayne Wahrman, zmarłą w 1990.

## Nagrody i wyróżnienia
- Gość Honorowy 22. Worldconu w Oakland w 1964.
- Specjalna Nagroda Hugo dla Fana nr 1, 1953
- Nagroda Brama Stokera za całokształt twórczości, 1996[6]
- World Fantasy Award za całokształt, 2002

## Publikacje

### Zbiory opowiadań
- Science Fiction Worlds of Forrest J Ackerman & Friends (1969)
- Expanded Science Fiction Worlds of Forrest J Ackerman & Friends PLUS (2002)

### Książki non-fiction
- The Frankenscience Monster (1969)
- A Reference Guide to American Science Fiction Films (wspólnie z A.W. Stricklandem, 1981)
- Mr. Monster’s Movie Gold (1982)
- Lon of 1000 Faces! (1983)
- Forrest J. Ackerman’s Fantastic Movie Memories (1985)
- Forrest J. Ackerman, Famous Monster of Filmland (1986)
- Forrest J Ackerman’s World of Science Fiction (1997)
- Worlds of Tomorrow: The Amazing Universe of Science Fiction Art (2004) with Brad Linaweaver
- Out of This World Convention (2009)

### Antologie
Antologie zredagowane przez Ackermana:
- Best Science Fiction for 1973 (1973)
- The Gernsback Awards Volume 1, 1926 (1982)
- Gosh! Wow! (Sense of Wonder) Science Fiction (1982)
- Reel Future (wspólnie z Jean Marie Stine, 1994)
- New Eves: Science Fiction About the Extraordinary Women of Today and Tomorrow (wspólnie z Jean Marie Stine i Janrae Frank, 1994)
- I, Vampire: Interviews with the Undead (wspólnie z Jean Stine, 1995)
- Ackermanthology: 65 Astonishing, Rediscovered Sci-Fi Shorts (1997)
- Film Futures (1998)
- Science-Fiction Classics: The Stories That Morphed Into Movies (1999)
- Ackermanthology: Millennium Edition: 65 Astonishing Rediscovered Sci-Fi Shorts (2000)
- Rainbow Fantasia; 35 Spectrumatic Tales of Wonder (2001)
- Womanthology (wspólnie z Pam Keesey, 2003)